# Natália Guimarães
Natália Aparecida Guimarães López (Juiz de Fora, 25 de diciembre de 1984) es una modelo y actriz brasileña. Fue Miss Brasil 2007 y primera finalista de Miss Universo 2007 donde la ganadora fue Riyo Mori de Japón. Además de ser una de las modelos brasileñas con mayor reconocimiento en su país, es una actriz de telenovelas como Bela, a Feia versión brasileña de Betty la fea. Ha sido ganadora de reinados como Miss Minas Gerais, Top Model of the World y Miss Brasil

## Vida como reina

### Miss Universo
Traje de Baño
| \| País Competencia \| Traje de Baño \| \| -------------------- \| ------------- \| \| Japón, Miss Universo \| 9.599 \| \| Natalia Guimaraes \| 9.560 \| |               |
| País Competencia | Traje de Baño |
| Japón, Miss Universo | 9.599         |
| Natalia Guimaraes | 9.560         |

En esta competencia Natalia ocupó el segundo lugar compitiendo con la ganadora Riyo Mori quien ocupó el primer lugar de esta competencia.
Traje de Gala
| \| País Competencia \| Traje de Noche \| \| ---------------------- \| -------------- \| \| Japón, Miss Universo \| 8.943 \| \| Natalia \| 9.599 \| \| Venezuela, Ly Jonaitis \| 9.510 \| |                |
| País Competencia | Traje de Noche |
| Japón, Miss Universo | 8.943          |
| Natalia | 9.599          |
| Venezuela, Ly Jonaitis | 9.510          |

En esta competencia es la otra cara de la moneda Riyo Mori bajo su promedio y Natalia ocupó el mejor puntaje junto con Ly Jonaitis de Venezuela.

### Después de Miss Universo
El 13 de julio de Natália participó a la ceremonia de apertura de los Juegos Panamericanos en Río de Janeiro con la delegación brasileña y sostuvo el nombre del país en la parada de naciones.La titular de Miss Brasil también participó en el reality Dança no Gelo  ("Ice Dance", versión de Bailando con las Estrellas )
Natália también registró una aparición especial en la telenovela de Rede Bandeirantes, Dance Dance Dance. El episodio con la reina de belleza fue transmitido el 12 de noviembre de 2007 en Brasil y EE. UU. (a nivel local por Banda Internacional).. También fue invitada a ser Victoria's Secret.
En febrero de 2008, Natália apareció como la Reina de la escuela de samba Unidos de Vila Isabel en el Carnaval de Brasil  En Río de Janeiro, Brasil.
En 2009, Natália hizo un papel secundario en Bela, a Feia, de la versión de Televisa La Fea Mas Bella  original colombiana Yo soy Betty la fea. En esta novela, el personaje de Natalia fue encontrado muerto en una playa.
Desde enero de 2010, Natália es la anfitrióna del segmento de Belo Horizonte de la revista nacional de la mañanaHoje em Dia.

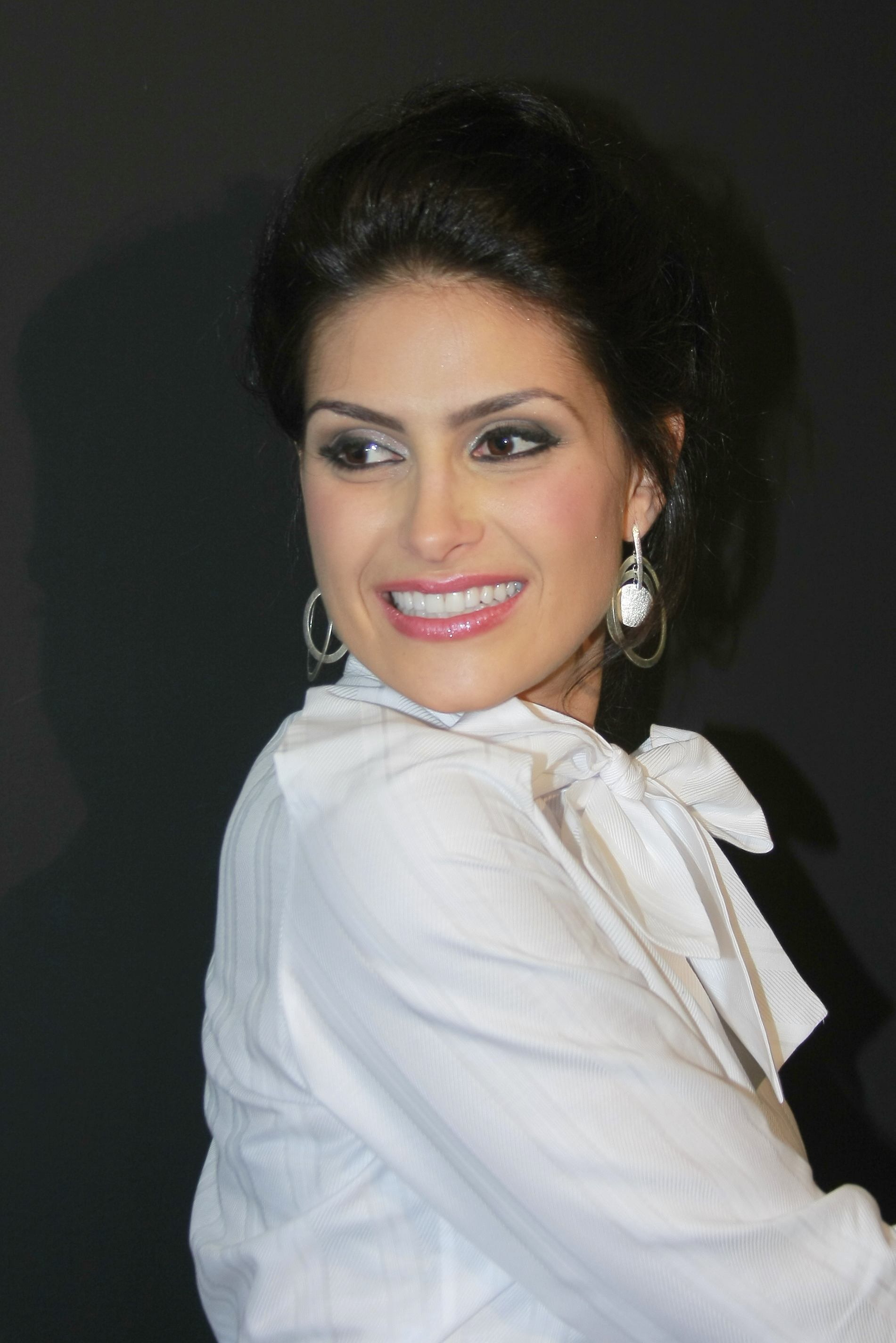
Natalia en un evento de modas.

## Concursos de Belleza que ha participado
| Evento                   | Lugar de celebración | Año  |
| ------------------------ | -------------------- | ---- |
| Miss Minas Gerais        | Belo Horizonte       | 2006 |
| Top Model Of The World   | China                | 2006 |
| Miss Brasil              | Río de Janeiro       | 2007 |
| Miss Universe (Virreina) | México City          | 2007 |

## Televisión y otros trabajos
| Año  | Nombre                            | Papel                            |
| ---- | --------------------------------- | -------------------------------- |
| 2007 | Dance, Dance, Dance               | Herself (Natália Guimarães)      |
| 2007 | Caminhos do Coração               | Ariadne Oliveira (Mulher Aranha) |
| 2008 | Os Mutantes - Caminhos do Coração | Ariadne Oliveira (Mulher Aranha) |
| 2009 | A Lei e o Crime                   | Gisele                           |
| 2009 | Bela, a Feia                      | Mariana                          |
| 2010 | Hoje em Dia                       | Host                             |